# Сергеевка (Аккайынский район)
Сергеевка (каз. Сергеевка) — упразднённое село в Аккайынском районе Северо-Казахстанской области Казахстана. Входило в состав Ивановского сельского округа. Упразднено в 2000-е годы.

## Население
В 1989 году население села составляло 155 человек. Национальный состав: казахи — 47 %, русские — 36 %.
По данным переписи 1999 года, в селе проживало 92 человека (49 мужчин и 43 женщины).